# Mike Quarry
Michael W. „Mike“ Quarry (* 4. März 1951 in Bakersfield, Kalifornien; † 11. Juni 2006 in La Habra, Kalifornien) war ein US-amerikanischer Boxer irischer Abstammung. Er ist der Bruder von Jerry Quarry.

## Leben
Mike Quarry begann bereits mit acht Jahren zu boxen, erhielt jedoch erst siebzehnjährig eine offizielle Lizenz als Amateurboxer. 1968 versuchte er sich für die Teilnahme an den Olympischen Spielen zu qualifizieren, wurde jedoch in einem Ausscheidungskampf wegen regelwidrigen Abduckens unter die Gürtellinie disqualifiziert.
Da sein Bruder, Jerry Quarry, ein bekannter Schwergewichtsboxer war, wurde er zeitlebens mit ihm verglichen. Quarry selbst kopierte den Stil des großen Bruders, weshalb er oftmals nur als Jerry Quarrys kleiner Bruder angekündigt wurde.
Am 27. Juni 1972 verlor Quarry seinen einzigen Titelkampf gegen den damaligen Weltmeister Bob Foster in der vierten Runde durch Knockout. Bei der gleichen Veranstaltung war sein Bruder gegen Muhammad Ali angetreten und diesem vorzeitig unterlegen.
Mike Quarry starb am 11. Juni 2006 im Alter von 55 Jahren an der chronisch-traumatischen Enzephalopathie, einer speziellen Form der Demenz. Mike Quarry wurde in Shafter, Kalifornien, in der Nähe seines Bruders begraben, der an den Folgen der gleichen Erkrankung verstorben war.